# Iqbal Theba
Iqbal Theba est un acteur pakistano-américain, né le 20 décembre 1963 à Karachi au Pakistan.
Theba s'est fait connaître dans les années 1990 en apparaissant dans différentes émissions de télévision aux États-Unis. Il a plus récemment joué le rôle récurrent du principal Figgins dans la série Glee (diffusé sur Fox aux États-Unis). Il a fait des apparitions dans les séries Nip/Tuck, Alias, Mon oncle Charlie, Roseanne, Chuck, Community, JAG, Arrested Development, À la Maison-Blanche, Friends, Sister, Sister, La Vie de famille, Tout le monde aime Raymond, Urgences et Weeds.

## Filmographie

### Cinéma
- 2011 : Transformers 3 : La Face cachée de la Lune : un secrétaire général
- 2015 : The Escort : Richard, un rédacteur en chef
- 2018 : Green Book : Sur les routes du sud (Green Book) de Peter Farrelly : Amit, le majordome de Don Shirley

### Télévision
- 1995 :  Abandonnée et trahie (téléfilm) : un docteur
- 1998 :  Friends (série télévisée), saison 5, épisode Celui qui a des triplés (The One Hundredth) : le médecin de Joey
- 2009-2015 - Glee (série télévisée) : Principal Figgins
- 2010 : Childrens Hospital (série télévisée), épisode : "The Sultan's Finger - LIVE" : Sultan Abdul Aziz
- 2017 : Rock Academy (School of Rock) (série télévisée), épisode We Can Be Heroes, Sort Of : Alex
- 2020 : « Mes premières fois » (« my first time ») (série télévisée), épisode « se tenir â carreau », oncle de devy
- 2020 : « Messiah » (« Messiah ») (série télévisée), Danny Kirmani